# Istorija molekularne biologije
Istorija molekularne biologije je počela tokom 1930-tih konvergencijom različitih, ranije zasebnih bioloških i fizičih disciplina: biohemije, genetike, mikrobiologije, virologije i fizike. U nadi da će razumeti život na njegovom najosnovnijem nivou, brojni fizičari i hemičari su isto tako posvetili pažnju onome što će postati molekularna biologija.
U svom modernom obliku, molekularna biologija ima za cilj objašnjavanje fenomena života polazeći od makromolekularnih svojstava koja ga omogućavaju. Dve kategorije makromolekula su posebno u fokusu molekularnih biologa: 1) nukleinske kiseline, među kojima je najpoznatija dezoksiribonukleinska kiselina (ili DNK), konstituent gena, i 2) proteini, koji su aktivni agensi živih organizama. Jedna definicija opsega molekularne biologije stoga je da ona karakteriše strukture, funkciju i relacije između ta dva tipa makromolekula. Ova relativno ograničena definicija je dovoljna da se uspostavi datum takozvane „molekularne revolucije”, ili da se bar uspostavi hronologija njenih najfundamentalnijih razvoja.

## Opšti pregled
U svojim najranijim manifestacijama, molekularna biologija — ime koje je skovao Voren Viver sa Rokfelerove zadužbine 1938. godine — bila je ideja fizičkog i hemijskog objašnjenja života, pre nego koherentna disciplina. Nakon napredka Mendelovske hromozomske teorije nasleđivanja tokom 1910-tih i maturacije atomske teorije i kvantne mehanike tokom 1920-tih, izgledalo je da su takva objašnjenja na dohvatu. Viver i drugi su podsticali (i sponzirali) istraživanja na preseku biologije, hemije i fizike, dok su prominentni fizičari kao što su Nils Bor i Ervin Šredinger posvetili pažnju biološkim spekulacijama. Međutim, tokom 1930-tih i 1940-tih nisu postojali uslovi da se razjasni koja — ako ijedna — interdisciplinarna istraživanja će uroditi plodom; radovi u koloidnoj hemiji, biofizici i radiobiologiji, kristalografiji, i drugim poljima u povoju su svi izgledali obećavajuće.
Godine 1940, Džordž Bidl i Edvard Tatum su demonstrirali postojanje preciznog odnosa između gena i proteina. Tokom njihovih eksperimenata u kojima su povezivali genetiku i biohemiju, oni su prešli sa ustaljenog genetičkog organizma Drosophila na podesniji model organizam, gljivu Neurospora. Konstruisanje i eksploatacija novih model organizama će postati ponavljajući motiv u razvoju moderne molekularne biologije. Godine 1944, Osvald Ejveri, radeći na Rokfelerovom institutu u Njujorku, demonstrirao je da se geni sastoje od DNK (pogledajte Ejveri-Maklaud-Makartijev eksperiment). Godine 1952, Alfred Herši i Marta Čejs su potvrdili da se genetički materijal bakteriofaga, virusa koji inficiraju bakterije, sastoji od DNK (pogledajte Herši-Čejsov eksperiment). Godine 1953, Džejms D. Votson i Fransis Krik su otkrili strukturu dvostrukog heliksa DNK molekula. Godine 1961, Fransoa Žakob i Žak Manod su demonstrirali da produkti pojedinih gena regulišu ekspresiju drugih gena tako što deluju na specifičnim mestima na ivici tih gena. Oni su isto tako postavili hipotezu o postojanju intermedijera između DNK i njenih proteinskih produkata, koji su oni nazvali informaciona RNK. Između 1961. i 1965, odnos između informacije sadržane u DNK i strukture proteina je bio određen: postoji kod, genetički kod, kojim se definiše korespondencija između niza nukleotida u DNK sekvenci i serije aminokiselina u proteinima.
Glavna otkrića molekularne biologije su se dogidila u periodu od oko samo dvadeset pet godina. Dodatnih petnaest godina je bilo potrebno pre nego što će nove i sofistikovanije tehnologije, koje su u današnje vreme obuhvaćene genetičkim inženjerstvom, omogućiti izolaciju i karakterizaciju gena, a posebno onih u veoma kompleksnim organizmima.

## Literatura
- Fruton, Joseph. (1999). Proteins, Genes, Enzymes: The Interplay of Chemistry and Biology. New Haven: Yale University Press. ISBN 978-0-300-07608-0.
- Lily E. Kay, The Molecular Vision of Life: Caltech, the Rockefeller Foundation, and the Rise of the New Biology, Oxford University Press, Reprint 1996
- Morange, Michel. A History of Molecular Biology. Cambridge, MA: Harvard University Press. 1998.